# Lake St Clair
Lake St Clair är en sjö i Australien. Den ligger i delstaten Tasmanien, i den sydöstra delen av landet, omkring 130 kilometer nordväst om delstatshuvudstaden Hobart. Lake St Clair ligger 738 meter över havet. Arean är 29,0 kvadratkilometer. Den sträcker sig 11,5 kilometer i nord-sydlig riktning, och 9,7 kilometer i öst-västlig riktning.
I omgivningarna runt Lake St Clair växer i huvudsak städsegrön lövskog. Trakten runt Lake St Clair är nära nog obefolkad, med mindre än två invånare per kvadratkilometer. Genomsnittlig årsnederbörd är 1 478 millimeter. Den regnigaste månaden är september, med i genomsnitt 188 mm nederbörd, och den torraste är februari, med 55 mm nederbörd.